# Bazouges-sur-le-Loir
Bazouges-sur-le-Loir ist eine Commune déléguée in der französischen Gemeinde Bazouges Cré sur Loir mit 1.188 Einwohnern (Stand 1. Januar 2022) im Département Sarthe in der Region Pays de la Loire. Die Einwohner werden Bazougeois genannt.
Die Gemeinde Bazouges-sur-le-Loir wurde am 1. Januar 2017 mit Cré-sur-Loir zur Commune nouvelle Bazouges Cré sur Loir zusammengeschlossen. Sie war Teil des Arrondissements La Flèche und des Kantons La Flèche.

## Geographie
Bazouges-sur-le-Loir liegt etwa 45 Kilometer südsüdwestlich von Le Mans am Loir.
Umgeben wurde die Gemeinde Bazouges-sur-le-Loir von den Nachbargemeinden Crosmières im Norden, La Flèche im Osten, Cré-sur-Loir im Südosten, Fougère im Süden, Les Rairies im Südwesten sowie Durtal im Westen und Nordwesten.

## Bevölkerungsentwicklung
| Jahr                       | 1962 | 1968 | 1975 | 1982 | 1990 | 1999 | 2006 | 2013 |
| Einwohner                  | 1128 | 1103 | 1244 | 1186 | 1088 | 1086 | 1205 | 1255 |
| Quellen: Cassini und INSEE |      |      |      |      |      |      |      |      |

## Sehenswürdigkeiten
- Kirche Saint-Aubin aus dem 11. Jahrhundert, seit 1862 Monument historique
- Schloss Bazouges, ursprünglich als Burganlage im 11. Jahrhundert errichtet, Umbauten aus dem 15. und 18. Jahrhundert, Monument historique seit 1928/1994
- Schloss La Barbée aus dem 15. Jahrhundert, spätere Umbauten, seit 1991 Monument historique
- Schloss Fontaines aus dem 15. Jahrhundert
- Schloss Ambrières mit Kapelle aus dem 18. Jahrhundert
- Schloss Sainte-Barbe mit Kapelle aus dem 17. Jahrhundert
- Schloss La Boizardière aus dem 16. Jahrhundert
- Herrenhaus Le Palais aus dem 15./16. Jahrhundert
- Herrenhaus La Corbinière aus dem 14./15. Jahrhundert

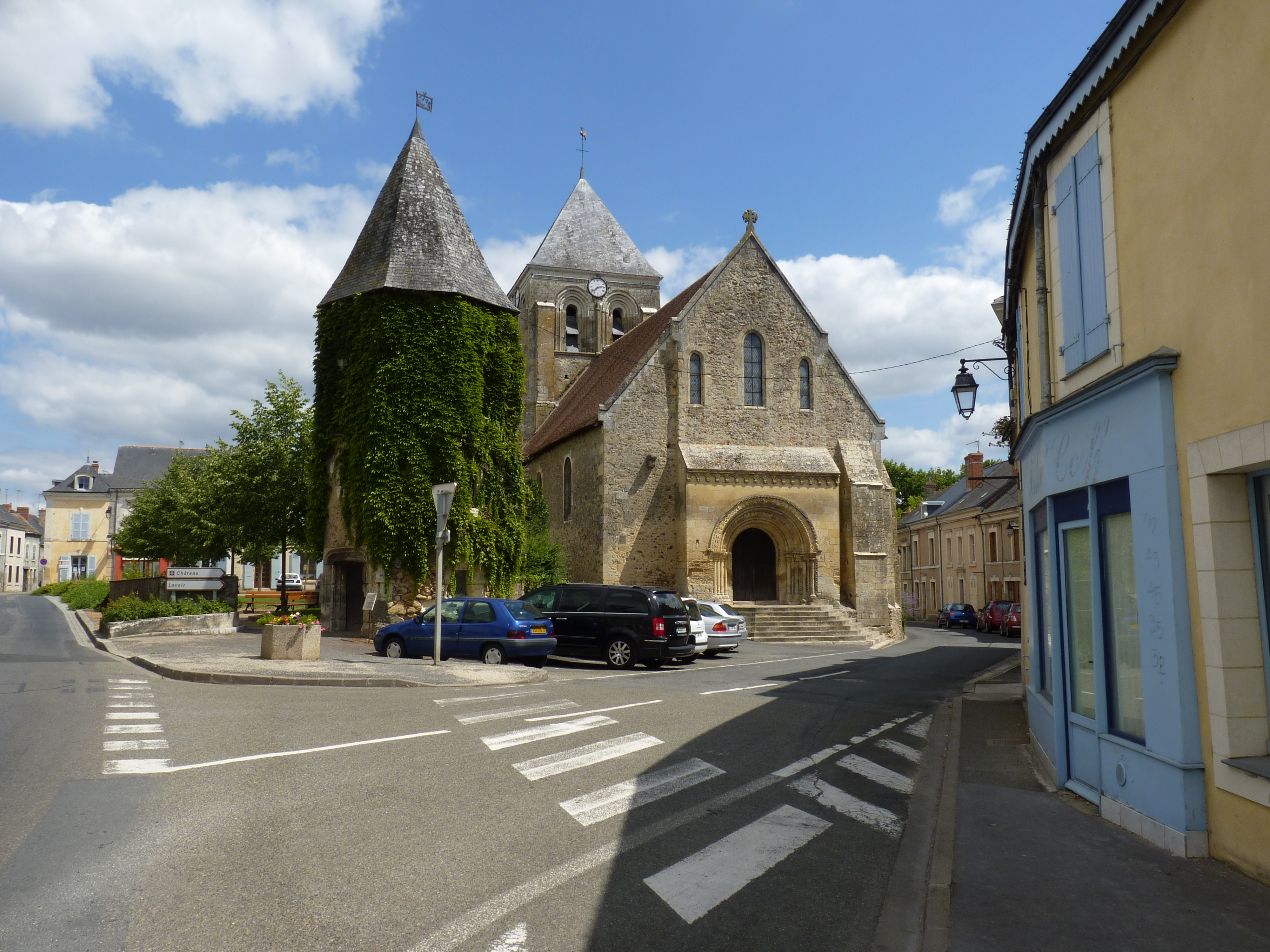
Kirche Saint-Aubin
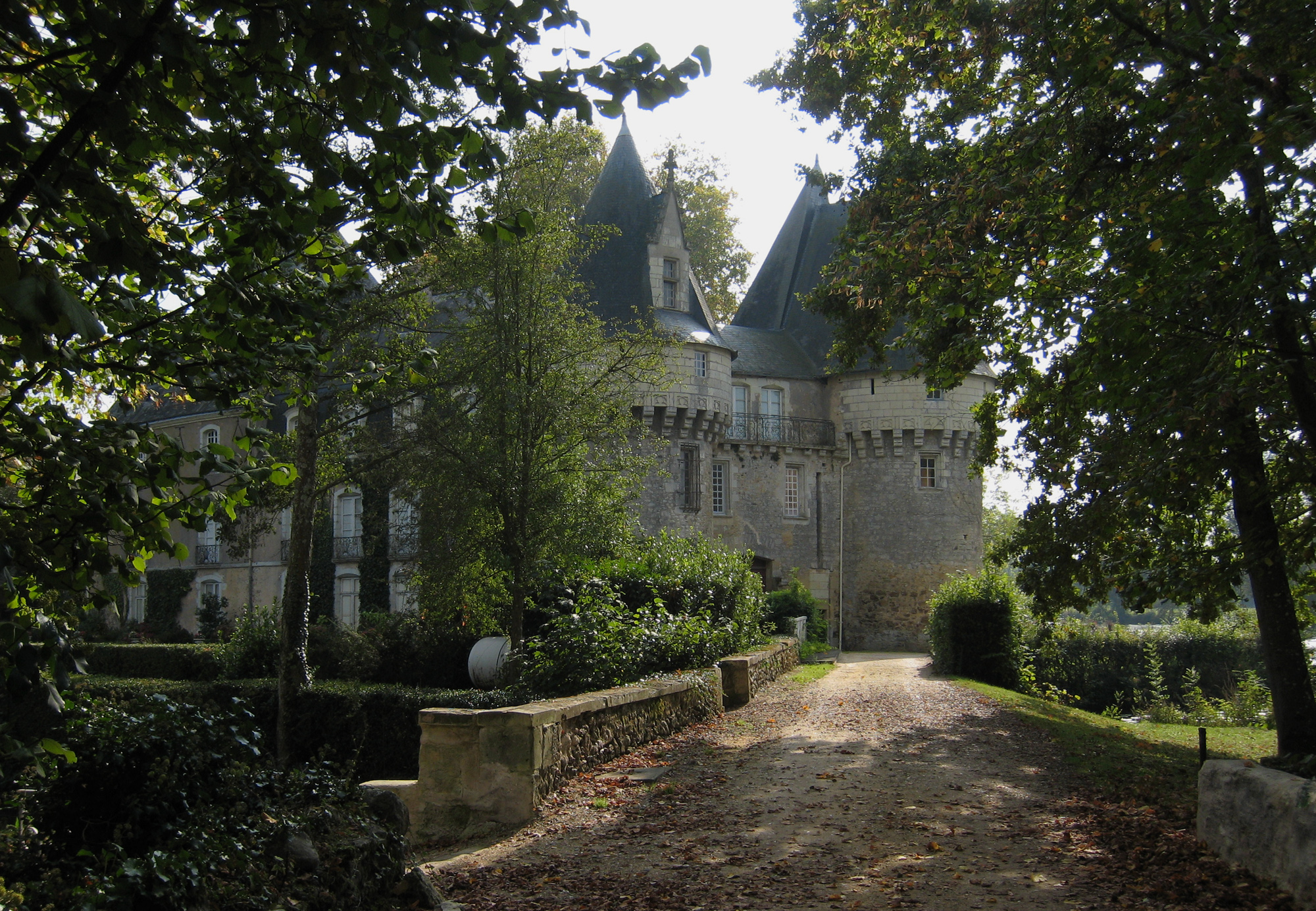
Schloss Bazouges
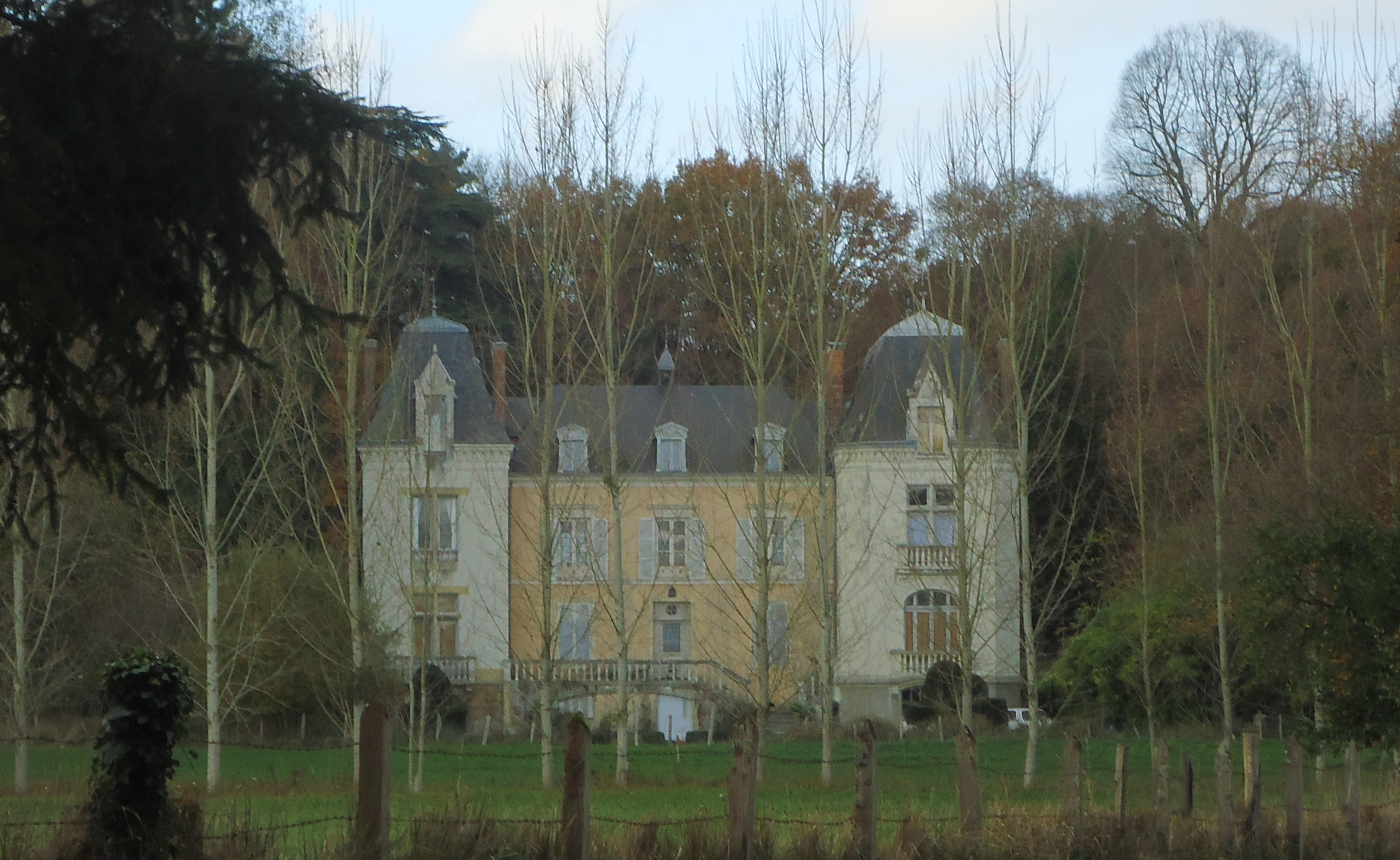
Schloss Fontaines
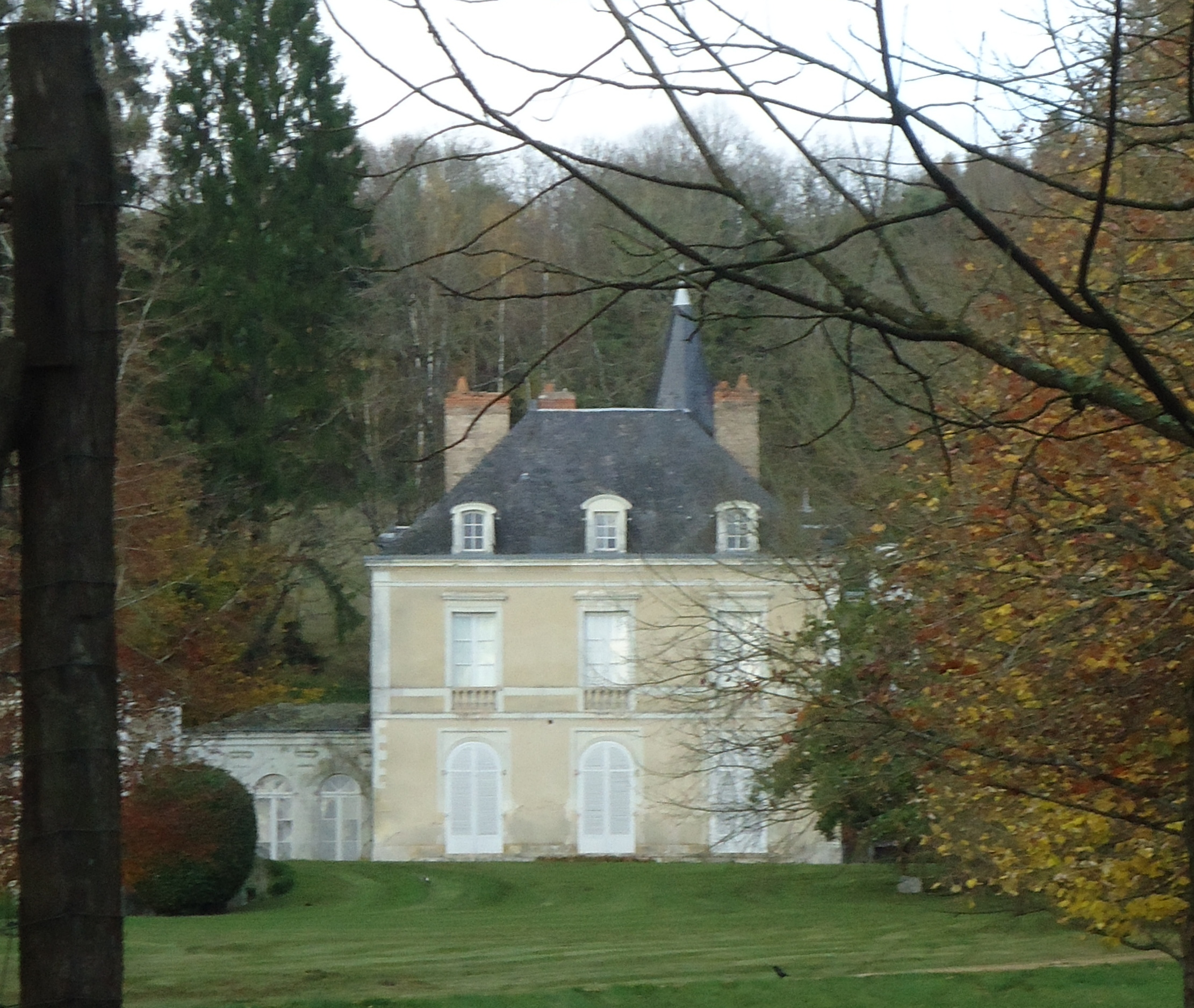
Schloss Ambrières
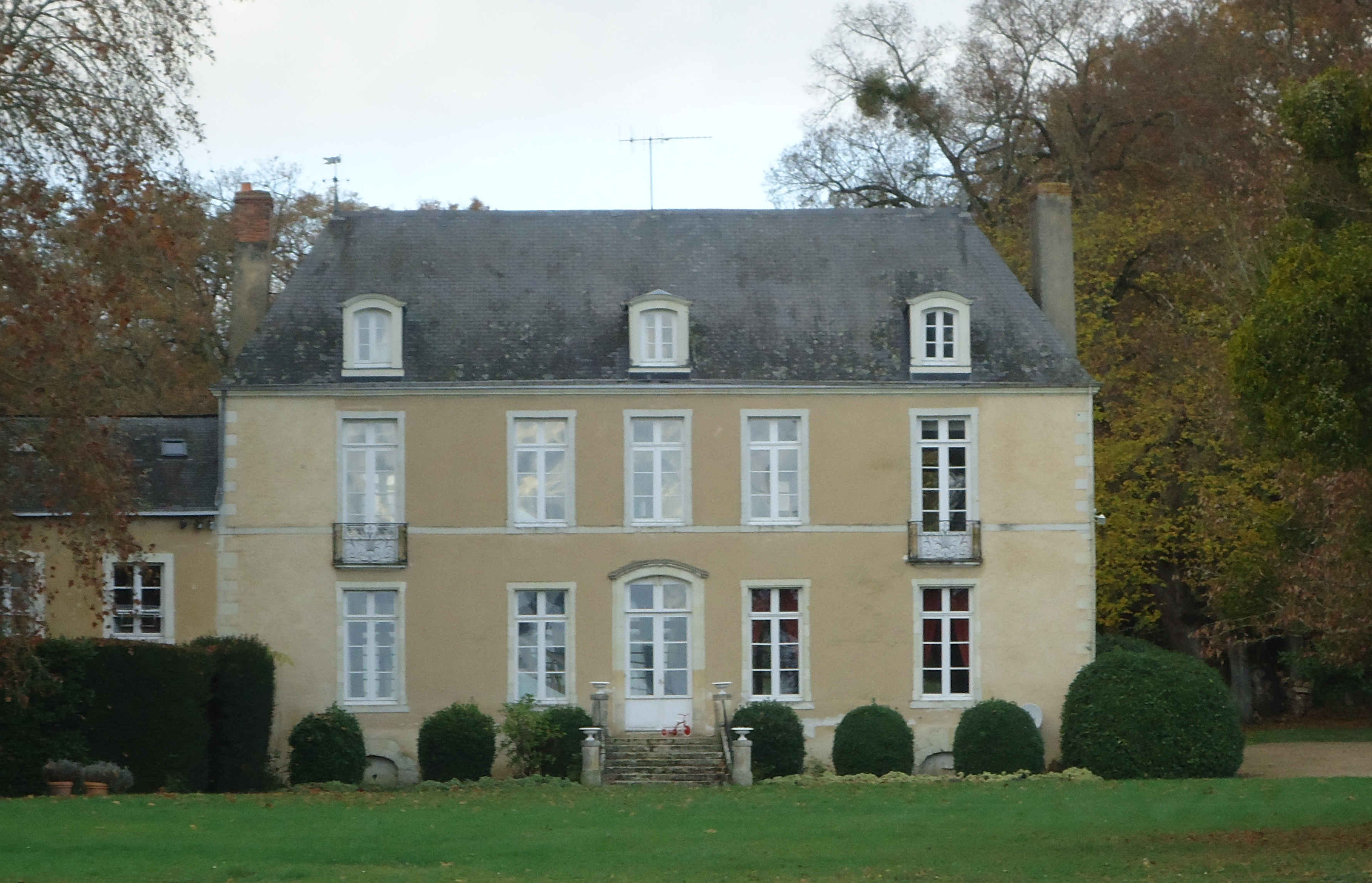
Schloss Sainte-Barbe
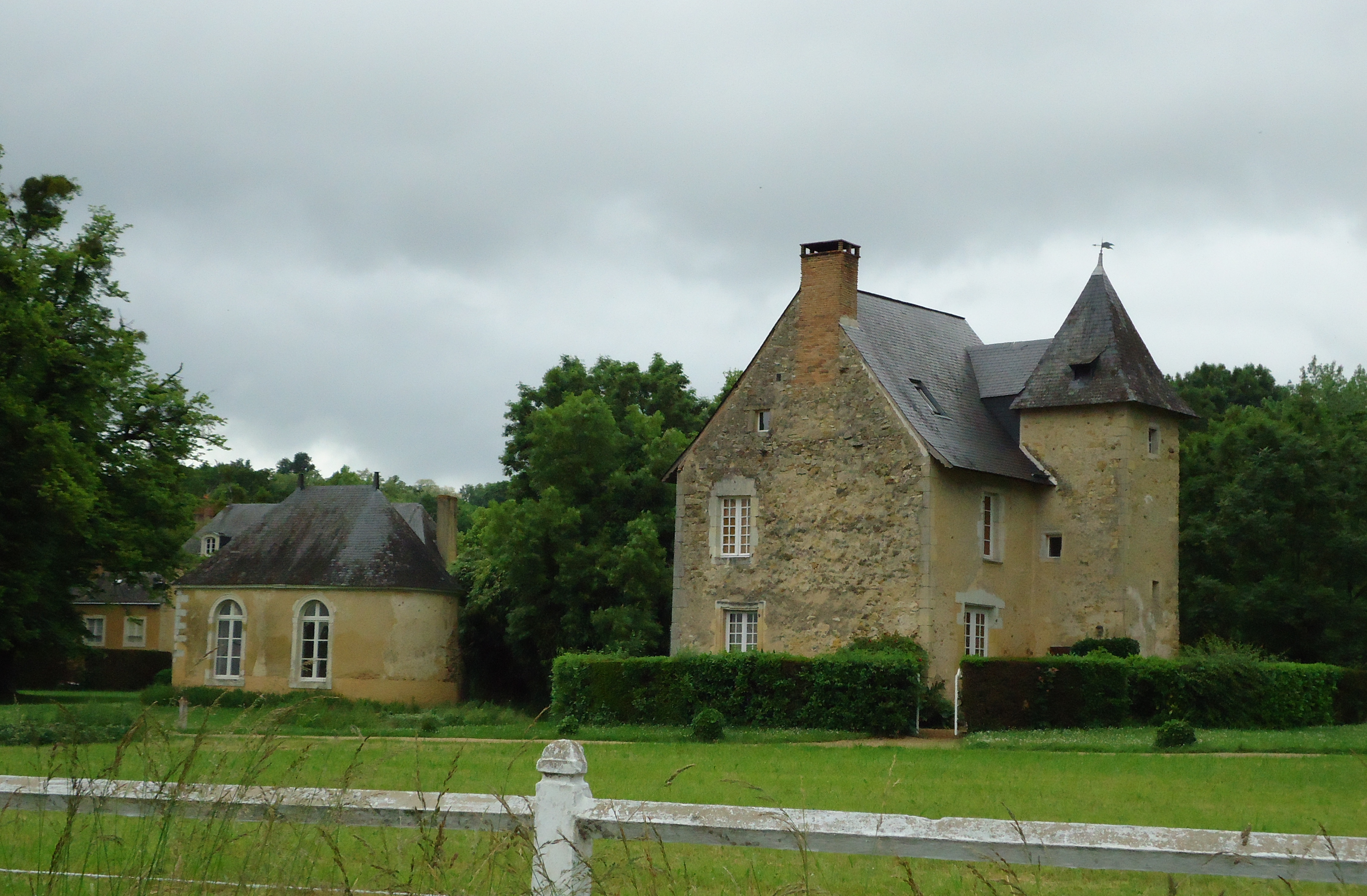
Herrenhaus Le Palais
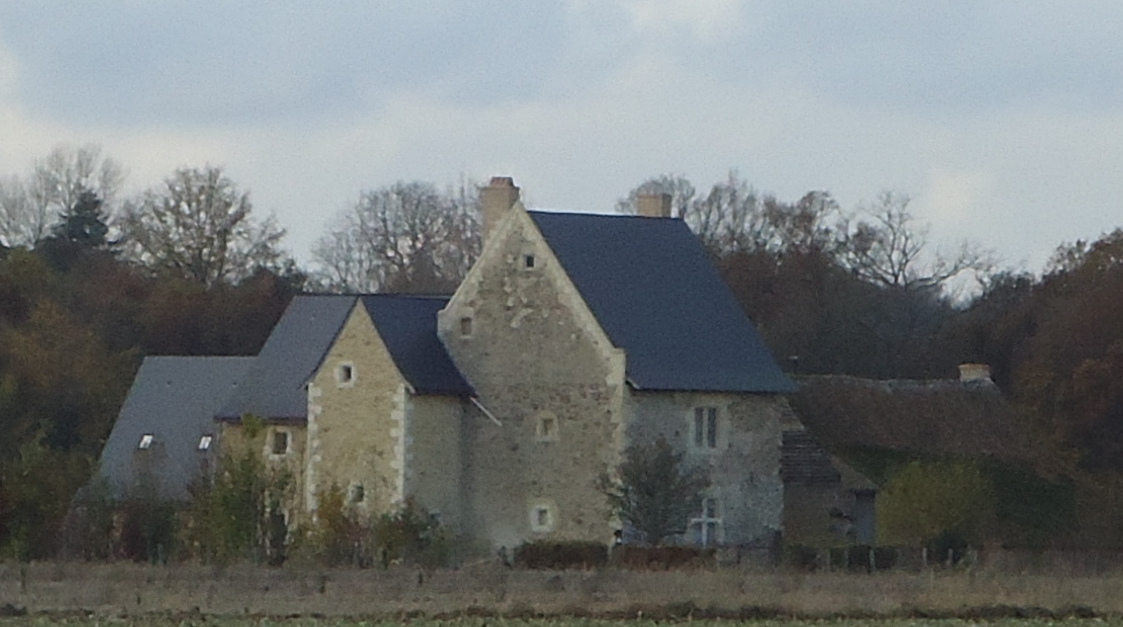
Herrenhaus La Corbinière